# Северна Африка
Северна Африка е географски, културен и исторически район в северната част от континента Африка.

## Географски факти
Всички северноафрикански държави имат широк излаз на Средиземно море, като Мароко има излаз и на Атлантическия океан, а Египет – и на Червено море. С изключение на Тунис, страните са големи по територия. Северноафриканските държави са богати на полезни изкопаеми като нефт.
Канарските острови, Еритрея и Етиопия понякога също се причисляват към Северна Африка, както и Азорските острови и островите Мадейра.
Магреб е наименование за Северозападна Африка, частта от Северна Африка, включваща (от запад на изток) Мароко, Алжир и Тунис, понякога Западна Сахара (де факто окупирана от Мароко) и Мавритания, т.е. изключваща долината на река Нил. Либия заедно с Египет по-скоро се причисляват към Североизточна Африка. В различните езици и контексти може да включва различни държави.
Така например Египет и Либия са считани политически за част от Близкия изток поради исторически, но и съвременни по-добри дипломатически и икономически взаимоотношения със страните от Югозападна Азия, в сравнение с връзките с другите страни от Северна Африка. Египет е държава на два континента, тъй като притежава територии на Синайския полуостров, който е част от Азия.
В Северна Африка тече най-дългата река на планетата Земя – Нил, дълга 6695 km. Най-високата точка се намира в Атласката планинска верига, а в района попада и Етиопската планинска земя. Най-голямата пустиня на Земята Сахара е в Северна Африка – с площ от 9 000 000 km².

## Икономика
Географската близост до Европа и в резултат на това традиционно близките търговски и икономически връзки със Стария свят благоприятно отличават икономиките на този регион на фона на повечето страни на континента (особено в сравнение с Тропическа Африка). Страните от Северна Африка са сред развиващите се страни (с изключение на Судан, който е една от най-слабо развитите страни в света). В същото време Тунис има диверсифицирана и най-конкурентна икономика на африканския континент, Алжир и Либия имат значителни запаси от нефт и природен газ, които са важни суровини на световния пазар. Мароко добива фосфорит, който се използва за производство на торове. В Египет, Либия, Тунис и Мароко туристическият сектор на икономиката се развива активно.
Голяма част от населението на Северна Африка все още е заета в селскостопанския сектор, но благодарение на технологичното сътрудничество с ЕС и по-специално с Германия в управлението на водите, ефективността и икономическата възвръщаемост от селското стопанство в този регион непрекъснато нарастват. Ечемикът, цитрусовите плодове и маслините се отглеждат в средиземноморските райони на Мароко, Тунис, Алжир, Либия и Египет. В долината на Нил се събира богата реколта от памук и захарна тръстика. В оазисите на Сахара фурмите са основната култура. На юг от Сахара, в района на Сахел, се отглеждат устойчиви на суша култури, които не се нуждаят от много вода. Това са преди всичко зърнени култури: просо и сорго. При тези условия обаче те не дават големи реколти, така че населението на зоната Сахел се нуждае от хранителни помощи, които идват от различни страни по света.
Индустрията се развива активно с участието на чуждестранни компании в Северна Африка. На територията на Северна Африка е планирано да се изпълни част от големия европейски проект „Desertec“. Най-големият град в Северна Африка е Кайро. С население от над 9 милиона души, той е един от най-големите градове в света. Други големи градове с население от над 2 милиона са Александрия в Египет и Казабланка в Мароко. Над 51% от населението на Северна Африка живее в градове (в Либия това число вече надхвърля 88%).

## Демография
На територията на Северна Африка са разположени държавите Мароко, Алжир, Тунис, Либия, Египет, Судан, Западна Сахара и Мавритания. Всички те имат излаз на море или океан. Повечето страни в Северна Африка са големи по площ с изключение на Тунис. Поради климатичните характеристики населението и икономическото развитие са много неравномерни. Най-гъсто е  населението в крайбрежните райони, по долините на реките и в оазисите. Повечето пустинни райони са оскъдни или необитаеми. По-характерни индустриализирани региони са северните части на Египет, Алжир, Либия, Тунис и Мароко, където хранителната и нефтохимическата промишленост са най-развити. Населението на Северна Африка е предимно ислямско.

### Държави
На територията на Северна Африка се намират следните държави:
| Държава        | Площ          | Население (2016) | Столица | Официален език     |
| -------------- | ------------- | ---------------- | ------- | ------------------ |
| Алжир          | 2 381 740 km² | 40 606 052 души  | Алжир   | арабски            |
| Египет         | 1 001 450 km² | 95 688 681 души  | Кайро   | арабски            |
| Западна Сахара | 266 000 km²   | 538 755 души     | Аюн     | арабски, испански  |
| Либия          | 1 759 540 km² | 6 293 253 души   | Триполи | арабски            |
| Мавритания     | 1 030 700 km² | 4 614 974 души   | Нуакшот | арабски            |
| Мароко         | 446 550 km²   | 35 276 786 души  | Рабат   | арабски            |
| Судан          | 1 886 068 km² | 44 909 351 души  | Хартум  | арабски, английски |
| Тунис          | 163 610 km²   | 11 403 248 души  | Тунис   | арабски            |

## Кухня
Кухнята на народите в Северна Африка е разнообразна. Любимо ястие в Египет и Судан е фулът – зърна, приготвени по специален начин в зехтин. В Мароко е популярен кускусът – пшенична каша, подправена с риба, месо или зеленчуци и напоена с пикантен сос. Най-общо кухнята на народите в Северна Африка се отличава с две характеристики – много пикантни ястия и сладкиши.

## Култура
На територията на Северна Африка има много културни и природни паметници. Списъкът на световното наследство включва руините на един от най-древните градове на планетата - Мемфис и пирамидата в района на Гиза (Египет), перфектно запазени средновековни квартали на град Фес в Мароко и платото Тасили в Алжир с красиви скални рисунки от каменната ера. Останките от древния град Лептис Магна са запазени и до днешен ден в Либия.